# Pfarrkirche Höflein bei Bruck an der Leitha

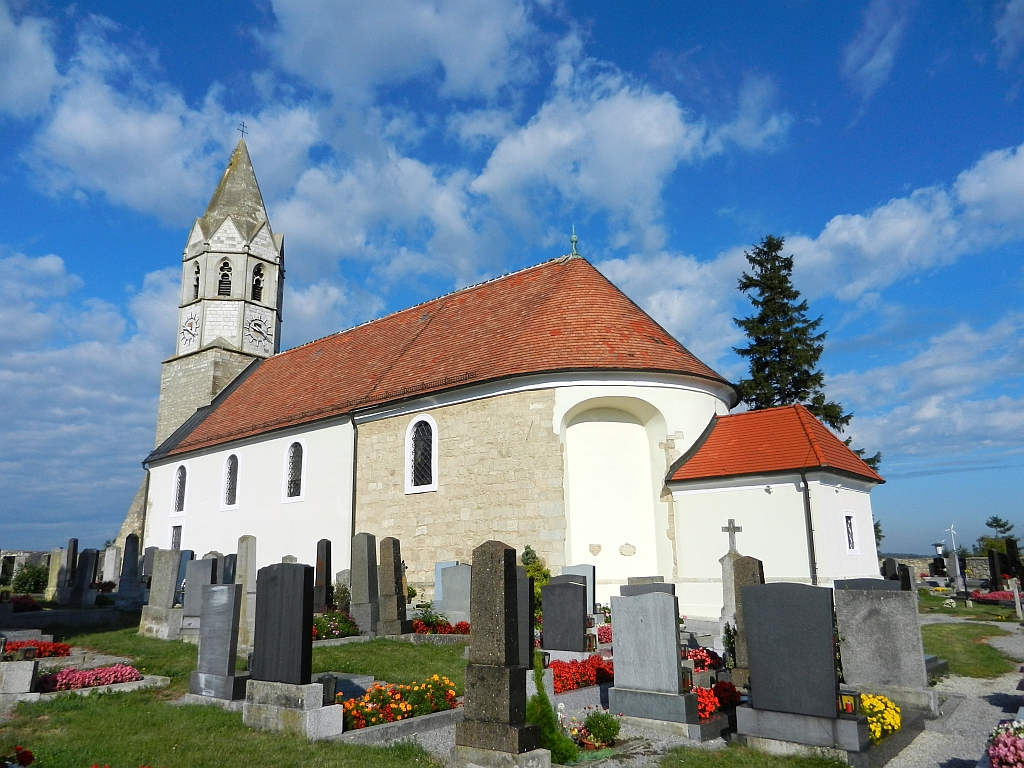
Katholische Pfarrkirche hl. Ulrich in Höflein

Die Pfarrkirche Höflein steht weithin sichtbar am Ausläufer des Oberen Heidenberges in der Gemeinde Höflein im Bezirk Bruck an der Leitha in Niederösterreich. Die dem Patrozinium Ulrich von Augsburg unterstellte römisch-katholische Pfarrkirche gehört zum Dekanat Bruck an der Leitha im Vikariat Unter dem Wienerwald der Erzdiözese Wien. Die Kirche steht unter Denkmalschutz (Listeneintrag).

## Geschichte
Die Kirche war um 1100 eine Filiale der Pfarrkirche Petronell-Carnuntum und ging im Anfang des 12. Jahrhunderts an das Stift Göttweig. Im 15. Jahrhundert ein Vikariat wurde die Kirche in der zweiten Hälfte des 16. Jahrhunderts zur Pfarrkirche erhoben. Mit Schäden im Türkenkrieg wurde die Kirche nach 1683 erneuert. Im 18. Jahrhundert erfolgte eine weitere Barockisierung. 1947/1948 wurde das Turmobergeschoß wiederaufgebaut. 1960/1963 war eine Restaurierung mit Umbauten der Decke, des Daches und von Teilen der Einrichtung. 1967 war eine Außenrestaurierung.

## Architektur
Die barockisierte Saalkirche mit einem etwas eingezogenen flach korbartig schließenden Chor und einem vorgestellten im unteren Bereich romanischen Westturm ist von einer wehrhaften Friedhofsmauer mit Bruchsteinmauerwerk und zahlreichen Spolien umgeben.

## Ausstattung
Der breite hochbarocke Hochaltar aus dem ersten Drittel des 18. Jahrhunderts hat einen Säulen- und Pilasteraufbau und einen zusammengesetzten Konkavgiebel und seitliche Opfergangsportale, das Altarbild hl. Ulrich malte Lena Wallerin, der Altar trägt die seitlichen Statuen der Heiligen Franziskus und Antonius sowie Florian und Leopold.
Vier Glocken goss die Glockengießerei Josef Pfundner 1948. Die Orgel aus 1963 mit 17 Registern wurde von Philipp Eppel gebaut.